# Новиков, Евгений Станиславович
Евге́ний Станисла́вович Но́виков — разработчик ряда морских систем управления оружием. Заслуженный конструктор Российской Федерации (2003), Почётный судостроитель (2004).

## Биография
Евгений Станиславович Новиков начал свою трудовую деятельность в ЦНИИ «Агат» (ныне ОАО «Концерн «Моринформсистема-Агат»») в 1972 году, после окончания Московского инженерно-физического института.
За время работы на предприятии проявил себя способным организатором и крупным специалистом в области разработки и создания корабельных цифровых, автоматизированных систем управления, отвечающих высоким требованиям к достоверности выдаваемой информации и надежности аппаратуры при эксплуатации. На основании научных исследований под его непосредственным руководством, как заместителя главного конструктора, и при его личном участии были созданы корабельные цифровые вычислительные системы и системы управления для Военно-Морского Флота Российской Федерации («Туча», «Атолл», «Арбат», «Акация» и др.), ряд из которых успешно эксплуатируется ВМФ до настоящего времени.
Под его непосредственным руководством в качестве главного конструктора заказов создана система управления крылатыми ракетами типа «Акация». Новизна решений, реализованных в вычислительных системах и корабельных системах управления комплексов «Club», подтверждена авторскими свидетельствами и позволила обеспечить высокие тактико-технические характеристики комплексов на уровне, не уступающем мировому, а также их конкурентоспособность для заказчиков зарубежных стран.
Е. С. Новиков осуществлял научное руководство всеми научно-исследовательскими и опытно-конструкторскими разработками, которые проводят подразделения предприятия. Он разрабатывал с главными конструкторами заказов научные принципы создания современных специализированных систем управления, теоретические и практические основы проектирования, математическое и программное обеспечение систем. Это позволило в короткие сроки создать новейшие системы управления III и IV поколений для оснащения многоцелевых и стратегических атомных подводных лодок Военно-Морского Флота. Он лично принимал участие в испытаниях систем на базах Военно-Морского Флота.
В 2003 году Новиков Е. С. был назначен на должность генерального директора ФГУП "НПО «Агат», а в 2006 году, в связи с преобразованием ФГУП "НПО «Агат» в ОАО «Концерн „Моринформсистема-Агат“», на должность генерального директора — генерального конструктора ОАО «Концерн „Моринформсистема-Агат“». С 2011 года, после ухода с должности гендиректора, продолжает работать в Концерне в качестве главного конструктора направления.
С 1979 года ведёт преподавательскую работу в Московском институте радиотехники, электроники и автоматики (техническом университете). Он является заведующим базовой кафедрой «Агат» в этом институте.
В целях реализации программы подготовки научных кадров для предприятия 40 молодых специалистов были направлены на обучение в аспирантуры при высших учебных заведениях: Московском институте радиотехники, электроники и автоматики (техническом университете), Московском государственном университете приборостроения и информатики, Московском государственном техническом университете МАМИ.
Основные теоретические результаты по проектированию специализированных систем изложены Новиковым более чем в 100 печатных статьях, учебных пособиях и книгах.
За разработку и создание новой техники в 1997 году Е. С. Новикову присуждена премия Правительства Российской Федерации.
За большой вклад в развитие отечественного судостроения в 2003 году присвоено почётное звание «Заслуженный конструктор Российской Федерации».
Имеет диплом "Победитель Московского конкурса «Менеджер года-2004», а также диплом "Победитель Российского конкурса «Менеджер года-2004» в номинации «Научные исследования и опытно-конструкторские разработки».
Является действительным членом Международной Академии информатизации, Международной Академии менеджмента и Российской Академии надёжности, а также членом-корреспондентом Международной Академии экономики и финансов.

## Образование
В 1972 году окончил МИФИ, получив специальность инженер-физик. Имеет учёную степень доктор технических наук и учёное звание профессор.

## Награды
- 1996: медаль «300 лет Российскому флоту»;
- 1997: медаль «В память 850-летия Москвы»;
- 1997: Премия Правительства Российской Федерации;
- 2003: почётное звание «Заслуженный конструктор Российской Федерации»;
- 2010: орден Почёта (Россия);
- медаль «За отличие в морской деятельности» (награждён решением Морской коллегии РФ);
- медаль «Адмирал Горшков» (награждён Приказом Главкома ВМФ);
- высший международный орден «За заслуги в развитии информационного общества»;
- национальный знак «Звезда Отечества» (награждён решением Оргкомитета Международного Форума «Мировой опыт и экономика России»).